# Women's National Basketball Association 2023
La Women's National Basketball Association 2023 è stata la ventisettesima edizione della lega professionistica statunitense.
Vi partecipavano dodici franchigie, divise in due conference. Al termine della stagione regolare (40 gare), le migliori otto partecipavano ai play-off.
Il titolo è stato conquistato per la seconda volta dalle Las Vegas Aces. La Most Valuable Player è stata Breanna Stewart delle New York Liberty.

## Stagione regolare

### Eastern Conference
|  |    | Classifica finale 2023 | V  | P  | PtF | PtS |
|  | -- | ---------------------- | -- | -- | --- | --- |
|  | 1. | New York Liberty       | 32 | 8  | -   | -   |
|  | 2. | Connecticut Sun        | 27 | 13 | -   | -   |
|  | 3. | Atlanta Dream          | 19 | 21 | -   | -   |
|  | 4. | Washington Mystics     | 19 | 21 | -   | -   |
|  | 5. | Chicago Sky            | 18 | 22 | -   | -   |
|  | 6. | Indiana Fever          | 13 | 27 | -   | -   |

### Western Conference
|  |    | Classifica finale 2022 | V  | P  | PtF | PtS |
|  | -- | ---------------------- | -- | -- | --- | --- |
|  | 1. | Las Vegas Aces         | 34 | 6  | -   | -   |
|  | 2. | Dallas Wings           | 22 | 18 | -   | -   |
|  | 3. | Minnesota Lynx         | 19 | 21 | -   | -   |
|  | 4. | Los Angeles Sparks     | 17 | 23 | -   | -   |
|  | 5. | Seattle Storm          | 11 | 29 | -   | -   |
|  | 6. | Phoenix Mercury        | 9  | 31 | -   | -   |

## Vincitore
| Campione WNBA 2023         |
| -------------------------- |
| Las Vegas Aces (2º titolo) |

## Statistiche
| Categoria             | Giocatore            | Squadra            | Stat |
| --------------------- | -------------------- | ------------------ | ---- |
| Punti per gara        | Jewell Loyd          | Seattle Storm      | 24,7 |
| Rimbalzi per gara     | Alyssa Thomas        | Connecticut Sun    | 9,9  |
| Assist per gara       | Courtney Vandersloot | New York Liberty   | 8,1  |
| Palle rubate per gara | Jordin Canada        | Los Angeles Sparks | 2,3  |
| Stoppate per gara     | A'ja Wilson          | Las Vegas Aces     | 2,2  |
| FG%                   | Aliyah Boston        | Indiana Fever      | 57,6 |
| FT%                   | Elena Delle Donne    | Washington Mystics | 93,8 |
| 3FG%                  | Tyasha Harris        | Connecticut Sun    | 46,4 |

## Premi WNBA
- WNBA Most Valuable Player: Breanna Stewart, New York Liberty
- WNBA Defensive Player of the Year: A'ja Wilson, Las Vegas Aces
- WNBA Coach of the Year: Stephanie White, Connecticut Sun
- WNBA Rookie of the Year: Aliyah Boston, Indiana Fever
- WNBA Most Improved Player: Satou Sabally, Dallas Wings
- WNBA Sixth Woman of the Year: Alysha Clark, Las Vegas Aces
- WNBA Finals Most Valuable Player: A'ja Wilson, Las Vegas Aces
- Kim Perrot Sportsmanship Award: Elizabeth Williams, Chicago Sky
- WNBA Basketball Executive of the Year: Jonathan Kolb, New York Liberty
- All-WNBA First Team:
  - Breanna Stewart, New York Liberty
  - Alyssa Thomas, Connecticut Sun
  - A'ja Wilson, Las Vegas Aces
  - Napheesa Collier, Minnesota Lynx
  - Satou Sabally, Dallas Wings
- All-WNBA Second Team:
  - Nneka Ogwumike, Los Angeles Sparks
  - Jackie Young, Las Vegas Aces
  - Chelsea Gray, Las Vegas Aces
  - Jewell Loyd, Seattle Storm
  - Sabrina Ionescu, New York Liberty
- WNBA All-Defensive First Team:
  - A'ja Wilson, Las Vegas Aces
  - Alyssa Thomas, Connecticut Sun
  - Brittney Sykes, Washington Mystics
  - Breanna Stewart, New York Liberty
  - Jordin Canada, Los Angeles Sparks
- WNBA All-Defensive Second Team:
  - Betnijah Laney, New York Liberty
  - Ezi Magbegor, Seattle Storm
  - Nneka Ogwumike, Los Angeles Sparks
  - Napheesa Collier, Minnesota Lynx
  - Elizabeth Williams, Chicago Sky
- WNBA All-Rookie First Team:
  - Aliyah Boston, Indiana Fever
  - Jordan Horston, Seattle Storm
  - Dorka Juhász, Minnesota Lynx
  - Diamond Miller, Minnesota Lynx
  - Li Meng, Washington Mystics